# Бокс на Європейських іграх 2015 – 60 кг (жінки)
Змагання з боксу в жіночій категорії 60 кг на Європейських іграх 2015 у Баку відбулися з 21 по 27 червня у Бакинській кришталевій залі. Участь взяли 16 спортсменок з 16 країн.

## Результати
| Золото                 | Срібло                   | Бронза                                               |
| Кеті Тейлор · Ірландія | Естель Мосселі · Франція | Яна Алексєєвна · АзербайджанТашина Бугар · Німеччина |

|  | 1/8 21 червня                | 1/8 21 червня                | 1/8 21 червня |  |  | 1/4 23-24 червня             | 1/4 23-24 червня             | 1/4 23-24 червня         |   |                              | 1/2 26 червня                | 1/2 26 червня            | 1/2 26 червня |  |  | Фінал 27 червня | Фінал 27 червня | Фінал 27 червня |
|  |                              |                              |               |  |  |                              |                              |                          |   |                              |                              |                          |               |  |  |                 |                 |                 |
|  | Естель Мосселі · Франція     | Естель Мосселі · Франція     | 3             |  |  |                              |                              |                          |   |                              |                              |                          |               |  |  |                 |                 |                 |
|  | Дженіфер Міранда · Іспанія   | Дженіфер Міранда · Іспанія   | 0             |  |  | Естель Мосселі · Франція     | Естель Мосселі · Франція     | 3                        |   |                              |                              |                          |               |  |  |                 |                 |                 |
|  | Роміна Моренда · Італія      | Роміна Моренда · Італія      | 3             |  |  | Роміна Моренда · Італія      | Роміна Моренда · Італія      | 0                        |   |                              |                              |                          |               |  |  |                 |                 |                 |
|  | Іоана Мера · Румунія         | Іоана Мера · Румунія         | 0             |  |  |                              |                              |                          |   | Естель Мосселі · Франція     | Естель Мосселі · Франція     | 3                        |               |  |  |                 |                 |                 |
|  | Ташина Бугар · Німеччина     | Ташина Бугар · Німеччина     | 3             |  |  |                              | Ташина Бугар · Німеччина     | Ташина Бугар · Німеччина | 0 |                              |                              |                          |               |  |  |                 |                 |                 |
|  | Лілія Венгловська · Молдова  | Лілія Венгловська · Молдова  | 0             |  |  | Ташина Бугар · Німеччина     | Ташина Бугар · Німеччина     | 3                        |   |                              |                              |                          |               |  |  |                 |                 |                 |
|  | Вів'єн Чомбор · Угорщина     | Вів'єн Чомбор · Угорщина     | 0             |  |  | Єлена Єліч · Сербія          | Єлена Єліч · Сербія          | 0                        |   |                              |                              |                          |               |  |  |                 |                 |                 |
|  | Єлена Єліч · Сербія          | Єлена Єліч · Сербія          | 2             |  |  |                              |                              |                          |   |                              | Естель Мосселі · Франція     | Естель Мосселі · Франція | 0             |  |  |                 |                 |                 |
|  | Яна Алексєєвна · Азербайджан | Яна Алексєєвна · Азербайджан | 3             |  |  |                              | Кеті Тейлор · Ірландія       | Кеті Тейлор · Ірландія   | 3 |                              |                              |                          |               |  |  |                 |                 |                 |
|  | Міра Потконен · Фінляндія    | Міра Потконен · Фінляндія    | 0             |  |  | Яна Алексєєвна · Азербайджан | Яна Алексєєвна · Азербайджан | 3                        |   |                              |                              |                          |               |  |  |                 |                 |                 |
|  | Зінаїда Добриніна · Росія    | Зінаїда Добриніна · Росія    | 3             |  |  | Зінаїда Добриніна · Росія    | Зінаїда Добриніна · Росія    | 0                        |   |                              |                              |                          |               |  |  |                 |                 |                 |
|  | Сандра Брюгер · Швейцарія    | Сандра Брюгер · Швейцарія    | 0             |  |  |                              |                              |                          |   | Яна Алексєєвна · Азербайджан | Яна Алексєєвна · Азербайджан | 1                        |               |  |  |                 |                 |                 |
|  | Іда Лундблад · Швеція        | Іда Лундблад · Швеція        | 3             |  |  |                              | Кеті Тейлор · Ірландія       | Кеті Тейлор · Ірландія   | 2 |                              |                              |                          |               |  |  |                 |                 |                 |
|  | Гамзе Басар · Туреччина      | Гамзе Басар · Туреччина      | 0             |  |  | Іда Лундблад · Швеція        | Іда Лундблад · Швеція        | 0                        |   |                              |                              |                          |               |  |  |                 |                 |                 |
|  | Кеті Тейлор · Ірландія       | Кеті Тейлор · Ірландія       | 3             |  |  | Кеті Тейлор · Ірландія       | Кеті Тейлор · Ірландія       | 3                        |   |                              |                              |                          |               |  |  |                 |                 |                 |
|  | Деніца Єлісеєва · Болгарія   | Деніца Єлісеєва · Болгарія   | 0             |  |  |                              |                              |                          |   |                              |                              |                          |               |  |  |                 |                 |                 |